# Acacia wrightii
Acacia wrightii är en ärtväxtart som beskrevs av Asa Gray. Acacia wrightii ingår i släktet akacior, och familjen ärtväxter. Inga underarter finns listade i Catalogue of Life.